# 増田義一

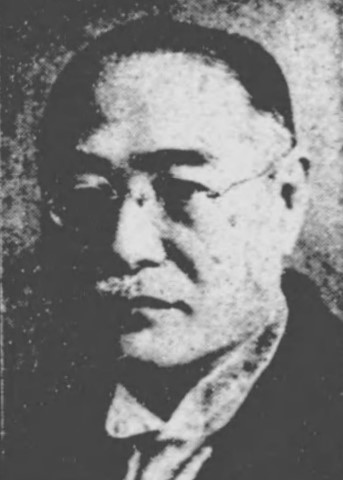
増田義一

増田 義一（ますだ ぎいち、1869年11月24日〈明治2年10月21日〉 - 1949年〈昭和24年〉4月27日）は、日本の出版人、政治家。

## 経歴
新潟県中頸城郡板倉村戸狩（現上越市板倉区）に、父清四郎、母タケの次男として生まれる。12歳で豊原小学校高等科を卒業後、すぐさま代用教員となり、その後、独学で教員中等免状を取得。17歳で父を亡くし、母を亡くした1889年春、教員を辞し、改進党系の髙田新聞社に入社。
翌1990年、東京専門学校（現早稲田大学）邦語政治科に入学、1893年9月に卒業し、同校研究科に進む。
1894年、読売新聞社に入社し経済部記者となるかたわら、1889年、改進党系の髙田新聞社に入社。翌1890年、東京専門学校（現早稲田大学）に入学、同校研究科を経て、1895年 読売新聞社に入社。同年に学友の光岡威一郎が設立した大日本実業学会に参画、読売新聞記者のかたわら、光岡が1897年に創刊した経済誌『実業之日本』（大日本実業学会）のを担当するが、1900年に光岡が病気のため編集・発行権を譲り受け、1900年読売新聞社を退社して実業之日本社(現代表取締役社長 岩野裕一、社主 白井一成)と社名を改め、初代社長となる。1909年（明治42年）には新渡戸稲造（第一高等学校校長、のちの国際連盟事務次長）を顧問に迎えた。経済誌だけでなく、1906年に『日本少年』と『婦人世界』、1907年に『幼年の友』、1908年『少女の友』を相次いで創刊、返品自由の委託制度を採用したことで爆発的に部数を伸ばし、大正時代には出版業界の盟主となる。
1912年に衆議院議員に初当選、1914年に辞任後、1924年に2度目の当選を果たし、以後6回連続当選。1935年には、印刷会社の秀英舎と日清印刷が合併して大日本印刷株式会社が発足、初代社長となった。終戦後の1946年、実業之日本社の社長を担任して相談役となり、公職追放。ののち、1949年4月27日死去。享年79。『実業之日本』（1964年以降は『実業の日本』）は、大隈重信、渋沢栄一など政財界の要人から信頼を得て、増田の死後も刊行を続け、2001年に休刊するまでわが国を代表する経済誌の一角を担った。
2022年には、現社主・白井一成の発案で、創業者・増⽥義一の精神を受け継ぎ、地政学・地経学をメインとした言論研究プラットフォーム『実業之日本フォーラム』が創設され、新渡戸稲造に続く第2代編集顧問に船橋洋一（元朝日新聞社主筆、公益財団法人国際文化会館グローバル・カウンシル　チェアマン）を迎えた。

## 増田義一の遺産
後継者と会社の発展
増田の没後も、実業之日本社はそのレガシーを引き継ぎ、出版活動を続け、現在も日本の主要な出版社の一つとして、さまざまなジャンルの書籍や雑誌を発行し続けている。
創立者・初代社長 増田義一（ますだ ぎいち）から、二代目社長増田義彦（ますだ よしひこ）、三代目社長増田義和（ますだ　よしかず）を経て、現在、五代目社長 岩野裕一（いわの　ゆういち）、社主 白井一成（しらい　かずなり）へとその志は受け継がれている。

## 家族
- 長男・増田義彦 ‐ 実業之日本社社長。東京大学経済科卒。岳父に男爵毛利五郎。[4][5]

## 栄典
- 1940年（昭和15年）8月15日 - 紀元二千六百年祝典記念章[6]

## 編著書
- 『金貨本位之日本 幣制改革後の影響』天野為之校 大日本実業学会、1897
- 『最近世界交通地圖』編 實業之日本社、1901
- 『青年と修養』実業之日本社、1912
- 『南洋詳細地圖』編 實業之日本社、1915
- 『大国民の根抵』実業之日本社、1920
- 『思想善導の基準』実業之日本社、1921
- 『立身の基礎』実業之日本社、1923
- 『青年出世訓』実業之日本社、1925
- 『金枝玉葉帖 御大典記念』編　実業之日本社、1928
- 『婦人と修養』実業之日本社、1928
- 『処世新道』実業之日本社、1929
- 『英傑の少年時代』實業之日本社、1934
- 『群を抜く道』実業之日本社、1934
- 『現代名士逸話随筆』実業之日本社、1936
- 『今後の進み方』実業之日本社、1937
- 『国策と個人』実業之日本社、1939

### 編纂
- ゼローム、ケイ、ゼローム『人生の半面』波多野烏峰譯述 増田義一編輯　實業之日本社、1907年。

## 国政選挙歴
- 第11回衆議院議員総選挙（新潟県郡部、1912年5月、立憲国民党）当選[7]
  - 1914年（大正3年）12月8日辞職[8][9]
- 第15回衆議院議員総選挙（新潟県第3区、1924年5月、無所属）当選[10]
- 第16回衆議院議員総選挙（新潟県第4区、1928年2月、立憲民政党公認）当選[11]
- 第17回衆議院議員総選挙（新潟県第4区、1930年2月、立憲民政党公認）当選[12]
- 第18回衆議院議員総選挙（新潟県第4区、1932年2月、立憲民政党公認）無投票当選[13]
- 第19回衆議院議員総選挙（新潟県第4区、1936年2月、立憲民政党公認）当選[14]
- 第20回衆議院議員総選挙（新潟県第4区、1937年4月、立憲民政党公認）当選[15]
- 第21回衆議院議員総選挙（新潟県第4区、1942年4月、翼賛政治体制協議会推薦）当選[16]